# Бескудук (Єсільський район)
Бескуду́к (каз. Бесқұдық) — село у складі Єсільського району Північноказахстанської області Казахстану. Адміністративний центр Бескудуцького сільського округу.
Населення — 273 особи (2021; 500 у 2009, 716 у 1999, 956 у 1989).
Національний склад станом на 1989 рік:
- росіяни — 67 %.